# Kel Tremain
Kelvin Robin Tremain (* 21. Februar 1938 in Auckland, Neuseeland; † 2. Mai 1992 in Napier, Neuseeland) war ein neuseeländischer Rugby-Union-Spieler auf der Position des Flügelstürmers und nach seiner aktiven Laufbahn ein Rugbyfunktionär beim neuseeländischen Rugbyverband New Zealand Rugby Union (NZRU).

## Leben und Karriere
Tremain ging auf die Auckland Grammar School, wo er von 1954 bis 1955 in der ersten Mannschaft spielte. Nach seiner Schulzeit wurde er ein Hilfsarbeiter in der Landwirtschaft und studierte bald darauf Agrarwirtschaft am Massey Agricultural College und Lincoln College. Aufgrund dieser Umstände lief er in knapp fünf Jahren für nicht weniger als fünf Vereine und fünf Provinzmannschaften auf. Außerdem spielte er in seiner gesamten Karriere zweimal für die Südinsel sowie siebenmal für die Nordinsel.
Er debütierte 1957 für Southland Rugby im Provinzrugby und schaffte zwei Jahre später als Spieler der Canterbury RFU den Sprung in die neuseeländische Nationalmannschaft (All Blacks). Vorher tourte er Anfang 1958 mit der U-23-Nationalmannschaft in Japan.
Sein erstes A-Länderspiel absolvierte er am 15. August 1959 im zweiten Länderspiel der All Blacks gegen die British and Irish Lions in Wellington auf deren Tour in Neuseeland. Nach einer 6:9-Auftaktniederlage der All Blacks kam er in die Mannschaft, da er beim folgenden 20:14-Sieg von Canterbury über die Lions eine gute Rolle gespielt hatte, und zwei Versuche legen konnte. Das Länderspiel gewannen die All Blacks mit 11:8. Daraufhin spielte Tremain auch in den letzten beiden Länderspielen, die ebenfalls von den Neuseeländern gewonnen wurden.
Mit den All Blacks tourte er 1960 in Südafrika. Dort absolvierte er alle vier Länderspiele gegen die südafrikanische Nationalmannschaft (Springboks). Neuseeland verlor die Länderspielserie mit 1:2, da es ein Spiel gewann, einmal unentschieden spielte und zwei der Spiele verlor. Nach dieser Enttäuschung gewann er mit der Auckland RFU im September des Jahres den Ranfurly Shield gegen die North Auckland RFU.
1961 war er Kapitän der Auswahlmannschaft der neuseeländischen Universitäten auf deren Tour in Nordamerika. Seinen ersten Länderspielversuch erzielte er im gleichen Jahr bei einem Spiel gegen die französische Nationalmannschaft in Wellington.
Nach seinem Studium ließ Tremain sich 1962 in der Region Hawke’s Bay häuslich nieder. Aus diesem Grund wechselte er von Canterbury zum Verband Hawke’s Bay RU. Dort blieb er bis zu seinem Karriereende. Mit Tremain als Kapitän und bestem Spieler war dies für Hawke’s Bay der Beginn einer goldenen Ära, die an die 1920er Jahre erinnerte, da man in den 1960er Jahren wieder zu den besten neuseeländischen Mannschaften gehörte. Zu den Erfolgen zählten der Gewinn und die 21-malige Verteidigung des Ranfurly Shields zwischen 1966 und 1969 sowie ein Sieg über die englische Nationalmannschaft 1963 und ein Unentschieden gegen die British and Irish Lions 1966.
1962, 1964, 1967 sowie 1968 konnte Tremain mit den All Blacks den Bledisloe Cup gegen die australische Nationalmannschaft (Wallabies) jeweils erfolgreich verteidigen. 1963 und 1964 tourte er außerdem mit der Nationalmannschaft in Europa, wo er in allen fünf Länderspielen gegen England, Frankreich, Irland, Schottland und Wales auflief. Neuseeland gewann vier der fünf Partien und spielte gegen Schottland 0:0.
Als die südafrikanische Nationalmannschaft (Springboks) im Jahr 1965 eine Tour in Neuseeland unternahm, spielte er in allen vier Länderspielen, von denen die All Blacks drei gewannen und eines verloren. Ein Jahr später lief er ebenfalls in allen vier Länderspielen gegen die in Neuseeland tourenden British and Irish Lions auf. Diesmal gewannen die All Blacks alle Spiele.
Mit der Nationalmannschaft tourte er 1967 erneut in Europa. Bei dieser Tour spielte er in drei der vier Länderspiele gegen England, Schottland sowie Wales und gewann wiederum in allen Einsätzen. Im Jahr darauf bekam Tremain aufgrund einer Verletzung von Brian Lochore die einmalige Ehre zugesprochen, die All Blacks als Mannschaftskapitän im ersten Länderspiel gegen das in Neuseeland tourende Frankreich anzuführen. Die All Blacks gewannen dieses und die folgenden beiden Spiele. Des Weiteren war das dritte Länderspiel der Tour Tremains letztes Spiel für die All Blacks. Für Hawke’s Bay und den Verein Napier Old Boys spielte er jedoch noch bis 1970, bevor er vom aktiven Rugby zurücktrat.
Nach seiner Karriere wurde er erst ein Funktionär für die Napier Old Boys sowie später für Hawke’s Bay. Von 1985 bis 1990 war er ein Vorstandsmitglied bei Hawke’s Bay und ab 1990 bei der NZRU. Kel Tremain verstarb nach kurzer Krankheit im Jahr 1992. Nach ihm ist die von der NZRU verliehene Kelvin Tremain Memorial Trophy für den neuseeländischen Spieler des Jahres benannt.